# Чемпионат России по женской борьбе 2018
Чемпионат России по женской борьбе 2018 года прошёл с 11 по 15 августа в Смоленске во дворце спорта «Юбилейный».

## Медалистки
| Весовая категория | Золото                                          | Серебро                                   | Бронза                                                                     |
| ----------------- | ----------------------------------------------- | ----------------------------------------- | -------------------------------------------------------------------------- |
| До 50 кг          | Анжелика Ветошкина Санкт-Петербург, Удмуртия    | Елена Вострикова Красноярский край        | Мария Тюмерекова Хакасия Дарья Лексина Краснодарский край                  |
| До 53 кг          | Стальвира Оршуш Бурятия                         | Алёна Куулар Кемеровская область          | Екатерина Исакова Красноярский край Надежда Третьякова Кемеровская область |
| До 55 кг          | Любовь Сальникова Кемеровская область, Дагестан | Мария Гурова Московская область           | Нина Менкенова Бурятия Марина Симонян Москва, Ростовская область           |
| До 57 кг          | Ольга Хорошавцева Красноярский край             | Ирина Ологонова Бурятия                   | Александра Андреева Калининградская область Хадижат Муртузалиева Дагестан  |
| До 59 кг          | Вероника Чумикова Бурятия, Чувашия              | Зельфира Садраддинова Кемеровская область | Алёна Сангадиева Бурятия Светлана Липатова Татарстан                       |
| До 62 кг          | Инна Тражукова Дагестан, Ульяновская область    | Ульяна Тукуренова Бурятия                 | Дарья Бобрулько Брянская область Татьяна Смоляк Брянская область           |
| До 65 кг          | Мария Кузнецова Бурятия, Чувашия                | Анна Щербакова Бурятия                    | Наталья Федосеева Кемеровская область Анжела Фоменко Москва                |
| До 68 кг          | Анастасия Братчикова Московская область         | Юлия Максимова Красноярский край          | Инна Дохневская Москва Ханум Велиева Красноярский край                     |
| До 72 кг          | Татьяна Колесникова Москва, Ростовская область  | Алёна Перепелкина Санкт-Петербург         | Алёна Стародубцева Красноярский край                                       |
| До 76 кг          | Екатерина Букина Москва, Иркутск                | Ксения Буракова Красноярский край         | Дарья Шистерова Дагестан Кристина Шумова Красноярский край                 |